# Jiří Škoda
Jiří Škoda (né le 27 mars 1956 à Brno) est un coureur cycliste tchécoslovaque des années 1970-1980, professionnel en 1987 et 1988.

## Biographie
Il était licencié au Dukla Brno.

## Équipes
- Amateurs :
  - 1976 :  Sélection nationale (Tour de Slovaquie)
  - 1977 :  Sélection nationale (Course de la Paix)
  - 1978 :  Sélection nationale (Tour de l'Avenir)
  - 1979 :  Sélection nationale
  - 1980 :  Sélection nationale (Jeux Olympiques)
  - 1981 :  Sélection nationale (Tour de l'Avenir)
  - 1982 :  Sélection nationale (Circuit des Ardennes)
  - 1983 :  Sélection nationale (Tour de Luxembourg)
  - 1984 :  Sélection nationale (Tour de l'Avenir)
  - 1985 :  Sélection nationale (Tour de Rhénanie-Palatinat)
  - 1986 :  Sélection nationale (Course de la Paix)
- Professionnelles[1] :
  - 1987 :  Ecoflam - BFB Bruciatori - Mareco - Alfa Lum
  - 1988 :  Alfa Lum - Legnano - Ecoflam

## Palmarès

### Amateur
| - 1976 - Tour de Slovaquie : - Classement général - 2ea étape (contre-la-montre) - 1977 - 3e étape du Tour de Bohême - 2e du Tour de Bohême - 1978 - Champion de Tchécoslovaquie sur route - Brno-Velká Bíteš-Brno - Tour de Bohême : - Classement général - 1rea (contre-la-montre) et 3e étapes - 3e du Tour de Basse-Saxe - 1979 - Tour de Turquie - 2e du championnat de Tchécoslovaquie sur route - 2e du Tour de Bulgarie - 1980 - Champion de Tchécoslovaquie sur route - Tour de Slovaquie : - Classement général - 8e et 9e étapes - 2eb étape du Tour de l'Avenir (contre-la-montre par équipes) - Médaillé de bronze du contre-la-montre par équipes aux Jeux olympiques, - 1981 - Champion de Tchécoslovaquie sur route - 2e du Tour d'Écosse - 3e du Tour du Maroc - Médaillé de bronze du championnat du monde du contre-la-montre par équipes | - 1982 - 2e et 4e étapes du Circuit des Ardennes - 2e du Circuit des Ardennes - 3e du Tour de RDA - 9e du championnat du monde sur route amateurs - 1983 - Champion de Tchécoslovaquie sur route - 3e étape du Tour du Vaucluse - 1re et 4e étapes du Tour de Bohême - 5e étape du Tour de Rhénanie-Palatinat - 2e du Tour de Bohême - 3e du Tour de RDA - 1984 - Tour des régions italiennes : - Classement général - 1re étape - 2e du Tour de l'Avenir - 1985 - 6e étape du Baby Giro - Tour de Slovaquie - 2e du Tour de Bohême - 3e du Tour de Rhénanie-Palatinat - 1986 - 4e étape de la Semaine bergamasque - Tour des régions italiennes : - Classement général - 1re étape - 2e du championnat de Tchécoslovaquie sur route |

### Professionnel
- 1987
  - 3e du Tour d'Émilie
  - 6e du Championnat de Zurich

## Résultats sur le Tour d’Italie
2 participations.
- 1987 : 19e du classement général.
- 1988 : 60e du classement général.

## Résultats sur les championnats

### Jeux olympiques
Course en ligne
1 participation.
- 1980 : 13e au classement final[3].

100 km par équipes
1 participation.
- 1980 :  3e au classement final (avec Michal Klasa, Vlastibor Konečný et Alipi Kostadinov)[2].

### Championnats du monde amateurs
Course en ligne
5 participations.
- 1978 : 12e au classement final.
- 1981 : 55e au classement final.
- 1982 : 9e au classement final.
- 1985 : 42e au classement final.
- 1986 : 28e au classement final.

100 km par équipes
5 participations.
- 1978 : 5e au classement final (avec Vlastimil Moravec, Alipi Kostadinov et Michal Klasa).
- 1981 :  3e au classement final (avec Milan Jurčo, Michal Klasa et Alipi Kostadinov).
- 1982 : 6e au classement final (avec Vlastibor Konečný, Milan Jurčo et Michal Klasa).
- 1983 : 5e au classement final (avec Milan Jurčo, Alipi Kostadinov et Michal Klasa).
- 1986 : 10e au classement final (avec Milan Jurčo, Milan Křen et Michal Klasa).

## Résultats sur les deux grandes courses à étapes amateurs ou open
| 7 participations. - 1977 : 4e au classement général. - 1978 : 5e au classement général. - 1981 : 7e au classement général. - 1982 (de) : 21e au classement général. - 1983 (de) : 9e au classement général. - 1985 (de) : 5e au classement général. - 1986 (de) : 10e au classement général. | 6 participations. - 1978 : 14e au classement général. - 1980 (es) : 4e au classement général. - 1981 (es) : 21e au classement général. - 1982 (es) : 32e au classement général. - 1984 (es) : 2e au classement général. - 1988 (es) : 24e au classement général. |

## Récompenses
- Cycliste tchécoslovaque de l'année : 1980